# Destilační baňka

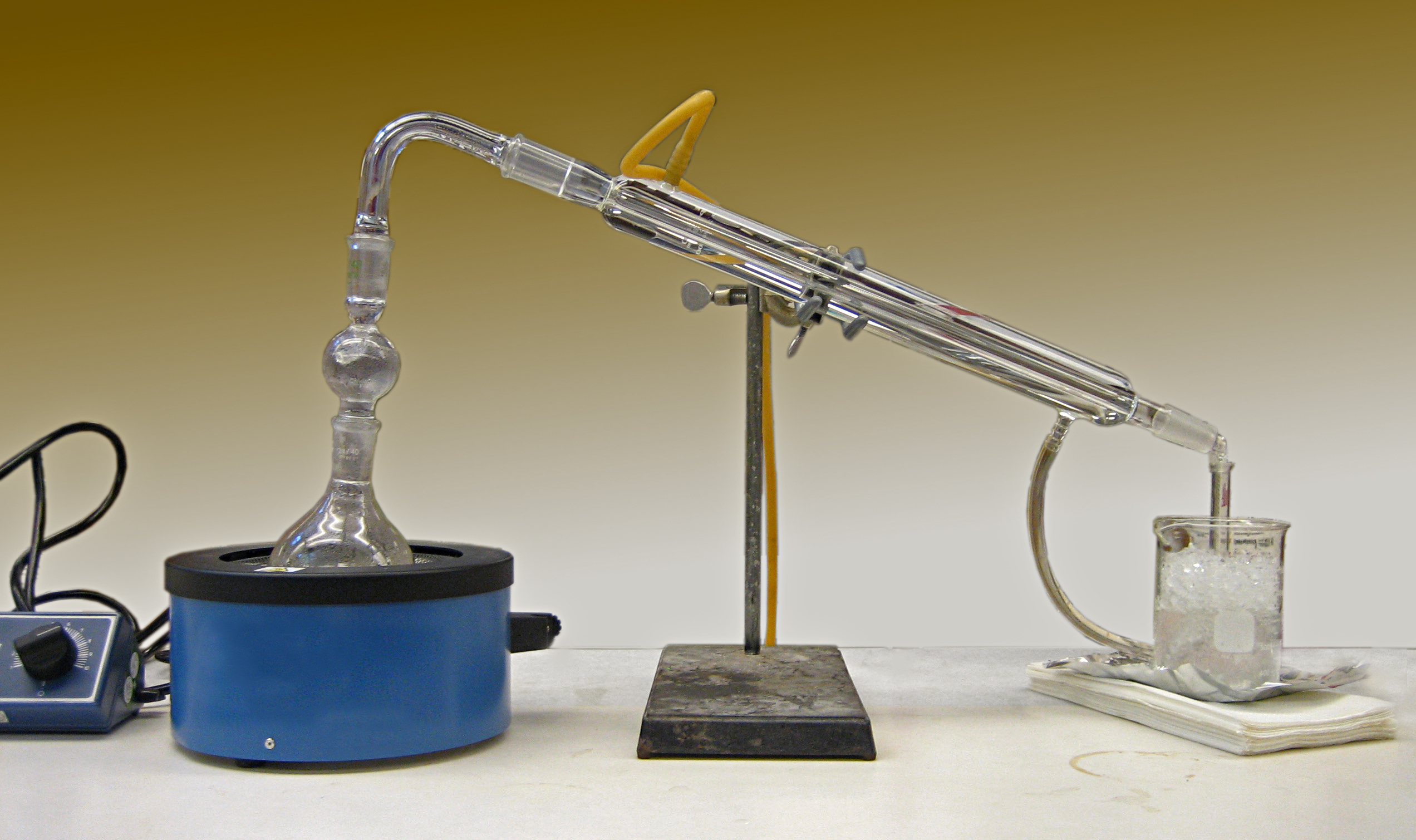
destilační baňka zasunutá do topného hnízda (modré)

2 - destilační baňka (schéma destilační kolony s rektifikačním destilačním nástavcem [3])

základní druhy destilačních baněk (s kulatým dnem)

dvojhrdlá a tříhrdlé destilační baňky (s kulatým dnem)

Destilační baňka (nebo destilační hlava) je druhem baňky z laboratorního skla. Musí být chemicky a teplotně odolná, též musí odolávat tlaku, proto má kulaté dno, silné stěny a je vyrobená z borosilikátového skla. Pro sestavení aparatury je opatřená jedním či více normovanými zábrusy. Zahřívána je buď kahanem, nebo topným hnízem. Páry dále pokračují přes destilační nástavec do sestupného chladiče, případně je přímo na baňku nasazen zpětný chladič (např. reflux nebo Soxhletova extrakce)
Někdy je kombinována do jednoho kusu spolu s destilačním nástavcem - pak se jedná buď o frakční baňku (křivule neboli retorta), nebo jej nahrazuje varianta destilační baňky - baňka s více zábrusovými otvory (též tubusy).